# Поташ (Уманський район)
Пота́ш — село в Україні, в Маньківській селищній громаді Уманського району Черкаської області. Розташоване за 6,5 км на південь від селища Маньківка та за 6,5 км від автошляху М05. В селі знаходиться залізнична станція Поташ. Населення становить 1 229 осіб (станом на 2005 рік).

## Етимологія
Назва села, ймовірно, походить від стародавнього промислового продукту — поташу, який добувався шляхом спалювання лісу й послідовного відпарювання попелу. Найкращі його сорти виготовляли із попелу, яку випалювали з різних порід дерева і змішували разом. Щоб одержати приблизно 50 кг попелу, необхідно було затратити до 4 м³ деревини. Крім промислового виробництва поташу, його збирали також селяни у своїх домашніх печах, виконуючи таким чином покладену на них панську данину.

## Історія
Залізничну станцію Поташ з однойменною назвою відкрито 27 червня (за ст. стилем 15 червня) 1891 року, що розташована на ділянці Христинівка — Шпола.
У 1910 році місцева влада, у зв'язку з потребою робочих рук для праці на станції, виділила землю для розбудови села. Першими поселенцями, які одержали тут наділи й почали будуватися, стали: Тимофій Степанович Черній і його дружина Євдокія Григорівна, Дмитро Захарович Задорожко із дружиною Надією, маньківчани — Терентій Коцюбинський і Йосип Табачківський, що був сторожем на станції, та інші. Під час перших визвольних змагань станція Поташ теж була у вирі трагічних подій того часу — про це свідчить братська могила на місцевому кладовищі, за якою дбайливо доглядають школярі. Напис на табличці свідчить: «Тут поховано 19 червоноармійців та жінку з дитиною». І це свідчить, що на станції був жорстокий бій.
У роки примусової колективізації в Поташі було засновано колгосп імені Т. Шевченка, головою якого обрали Євмена Павловича Мельниченка. 1931 року створено Потаську механізовану тракторну станцію.
12-16 січня 1944 року неподалік станції в поєдинку з нацистами загинули Герої Радянського Союзу сержант Павло Семенович Свєчніков та артилерист Олексій Григорович Федюков. Його тлін перезахоронено в братській могилі Маньківки; ім'ям Героя названо одну з вулиць районного центру.
8 березня 1944 року 936-й Червонопрапорний ордена Суворова стрілецький полк під командуванням Героя Радянського Союзу Г. Ф. Короленка і танковий батальйон під командуванням Прокопа Калашникова (згодом — Героя Радянського Союзу) увірвалися на станцію, гітлерівці в паніці залишили велику кількість бойової техніки.
У роки нацистської окупації на станції Поташ діяла підпільна група, до якої входили: В. К. Зінчук, Ю. К. Кривонос, М. М. Левченко, І. С. Шейко, В. Василевський та інші. Вони вчиняли диверсії на залізниці, розповсюджували листівки, підпалювали німецькі склади. Керівником групи була 19-річна Віра Зінчук. Однак провокатор видав підпільників: вони були схоплені гестапівцями й страчені в Уманській в'язниці. Іменем Віри Зінчук у селі Поташ названо центральну вулицю.
6 травня 1948 року бригадирові тракторної бригади Потаської МТС Йосипові Прокоповичу Мальованому присвоєно звання Героя Соціалістичної Праці.
Уродженцем села є Клочан Олександр Вікторович — солдат Збройних сил України, який загинув у боях за Дебальцеве.

## Населення

### Мова
Розподіл населення за рідною мовою за даними перепису 2001 року:
| Мова            | Відсоток |
| --------------- | -------- |
| українська      | 97,27%   |
| російська       | 2,03%    |
| інші/не вказали | 0,70%    |

## Археологічні знахідки
Поблизу села виявлено залишки поселень епохи бронзи 2-го тисячоліття до нашої ери та черняхівської культури II—V століть нашої ери.

## Галерея

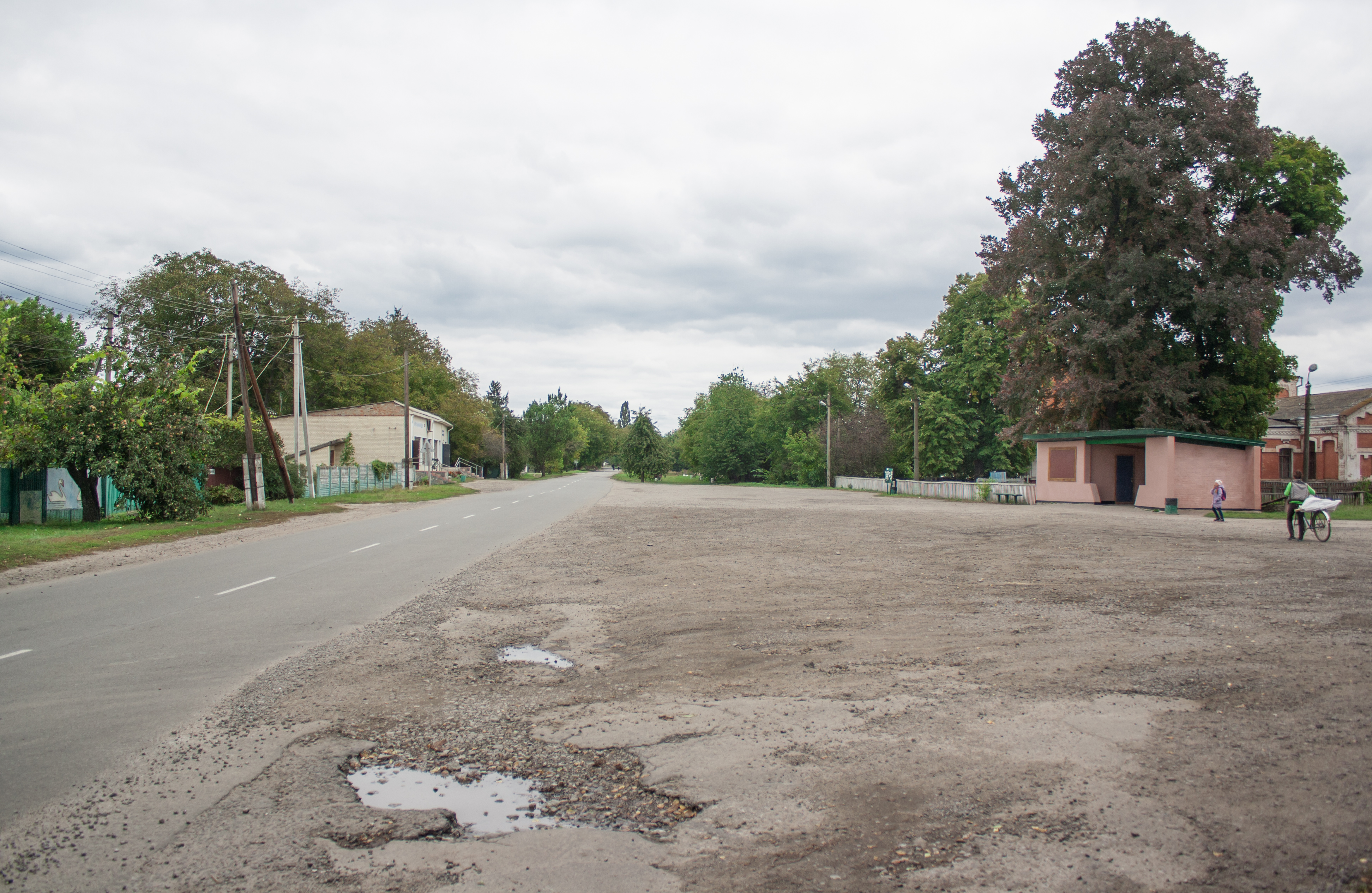
Центр села
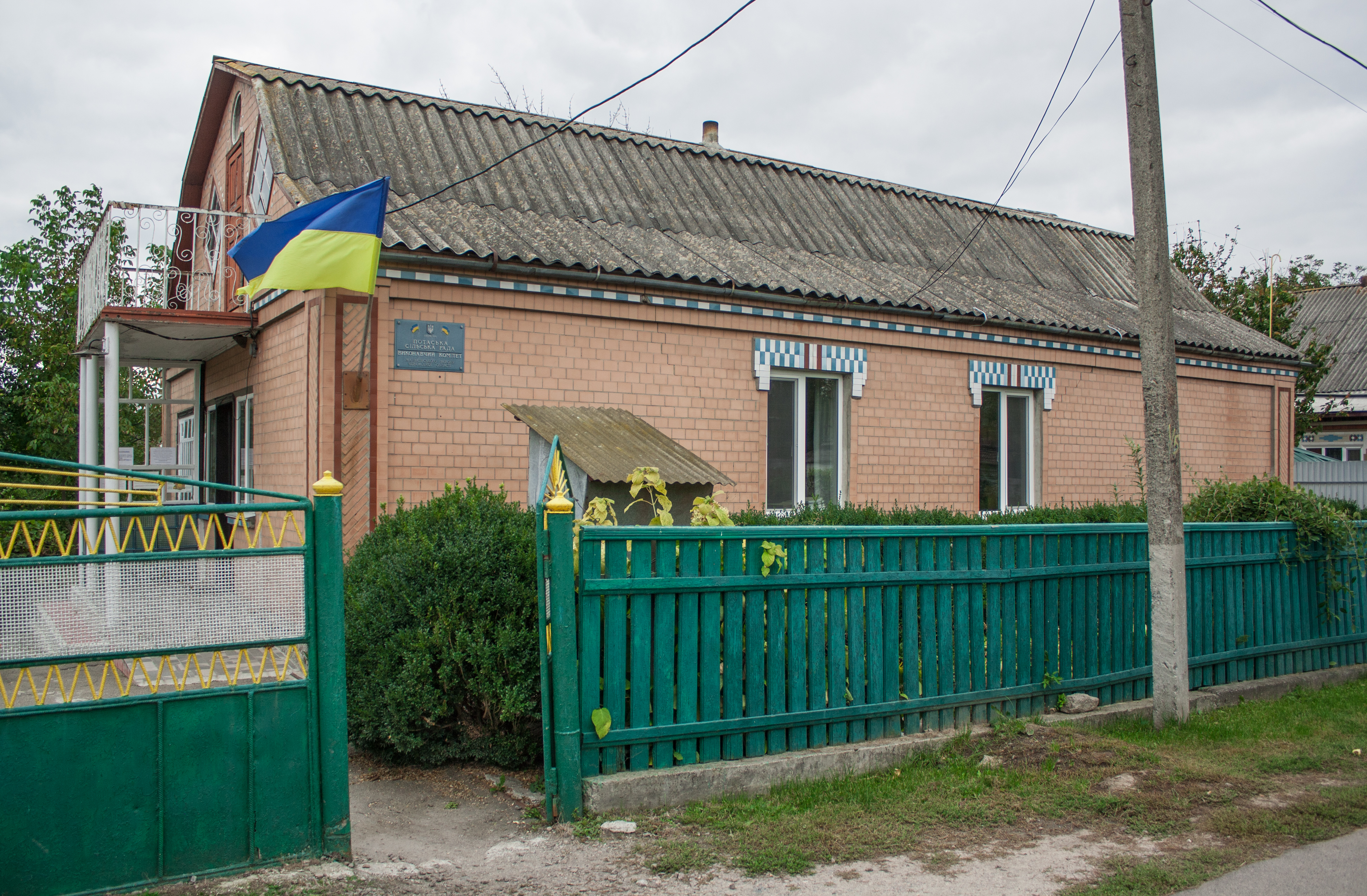
Сільрада
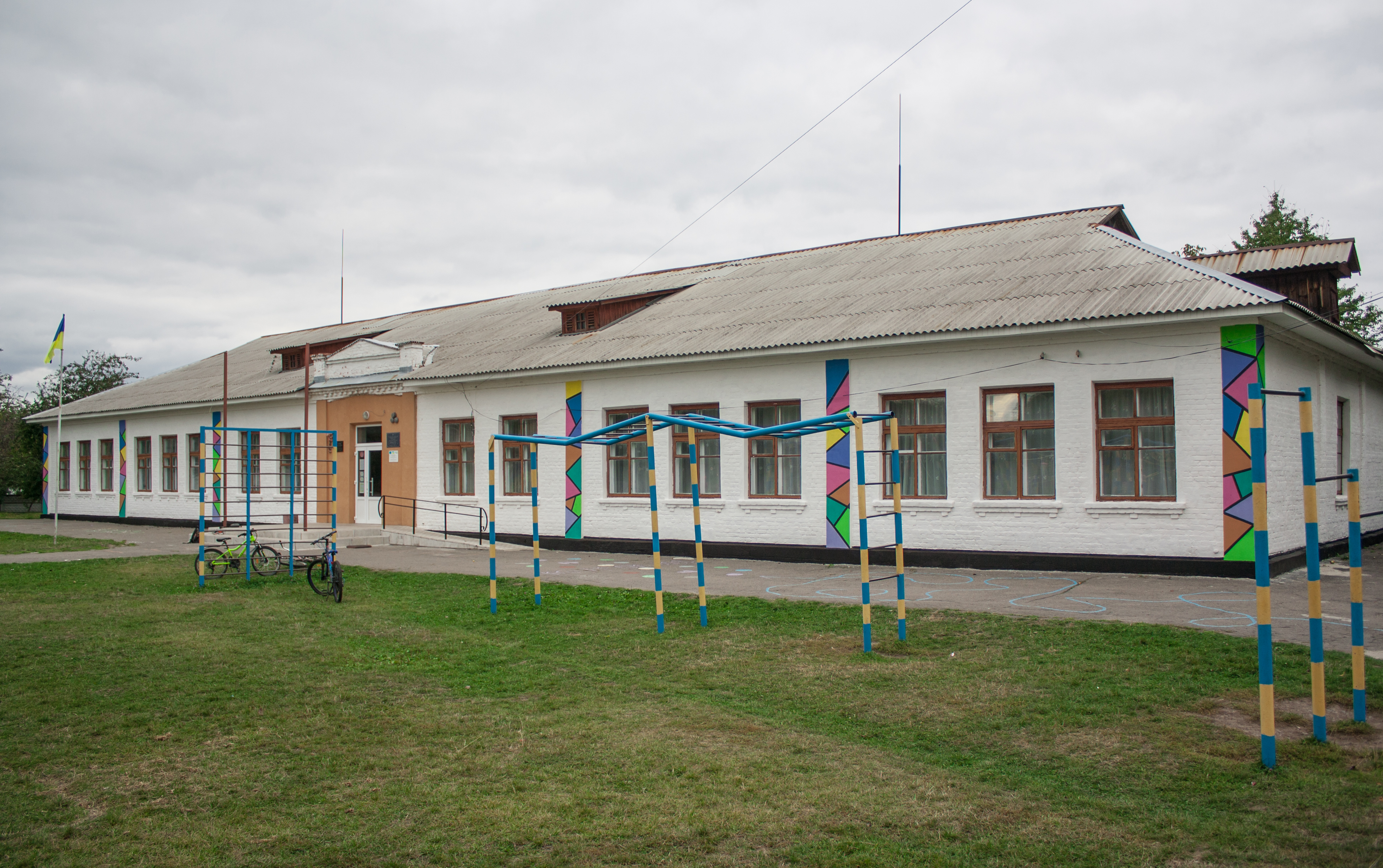
Школа
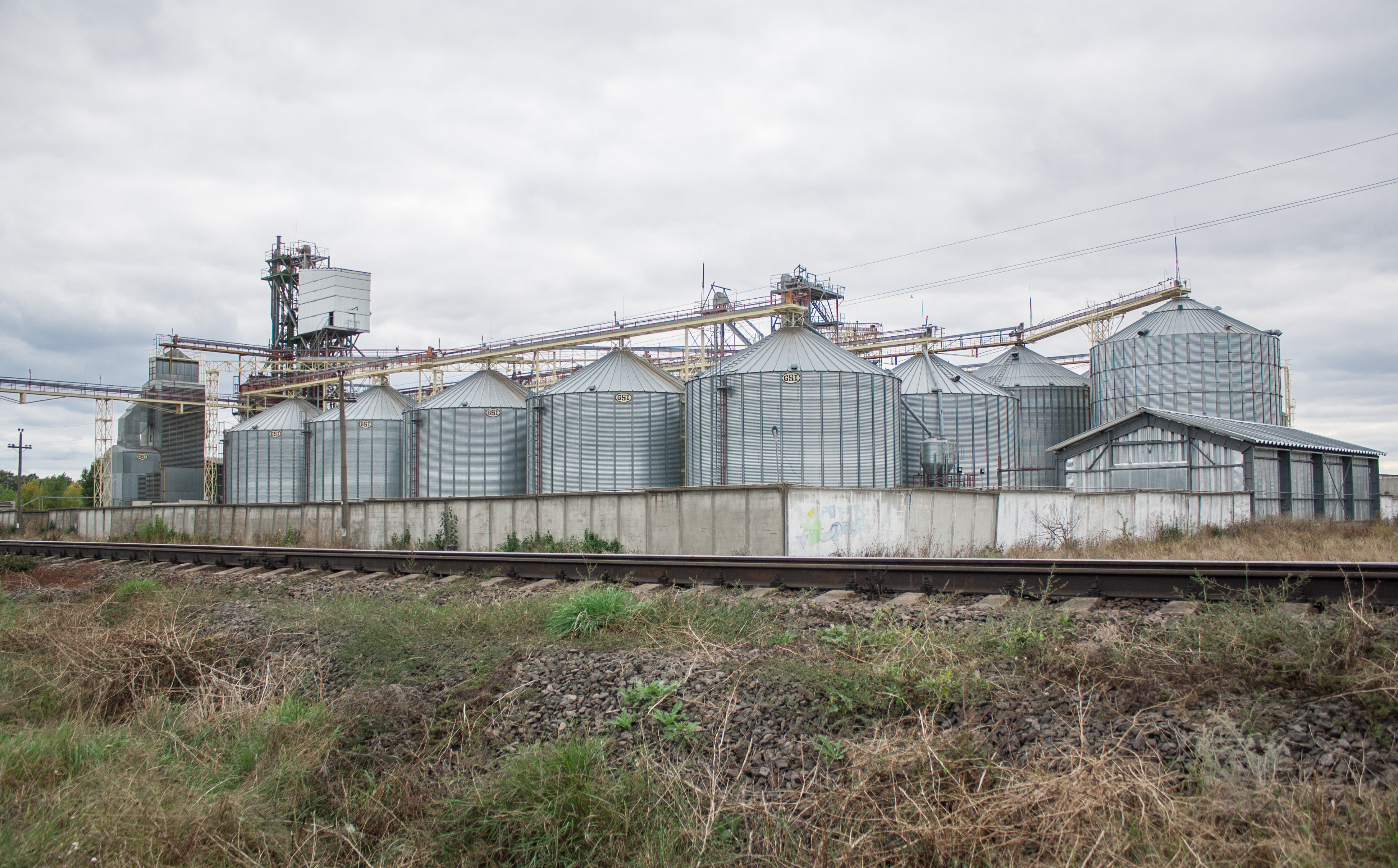
Елеватор
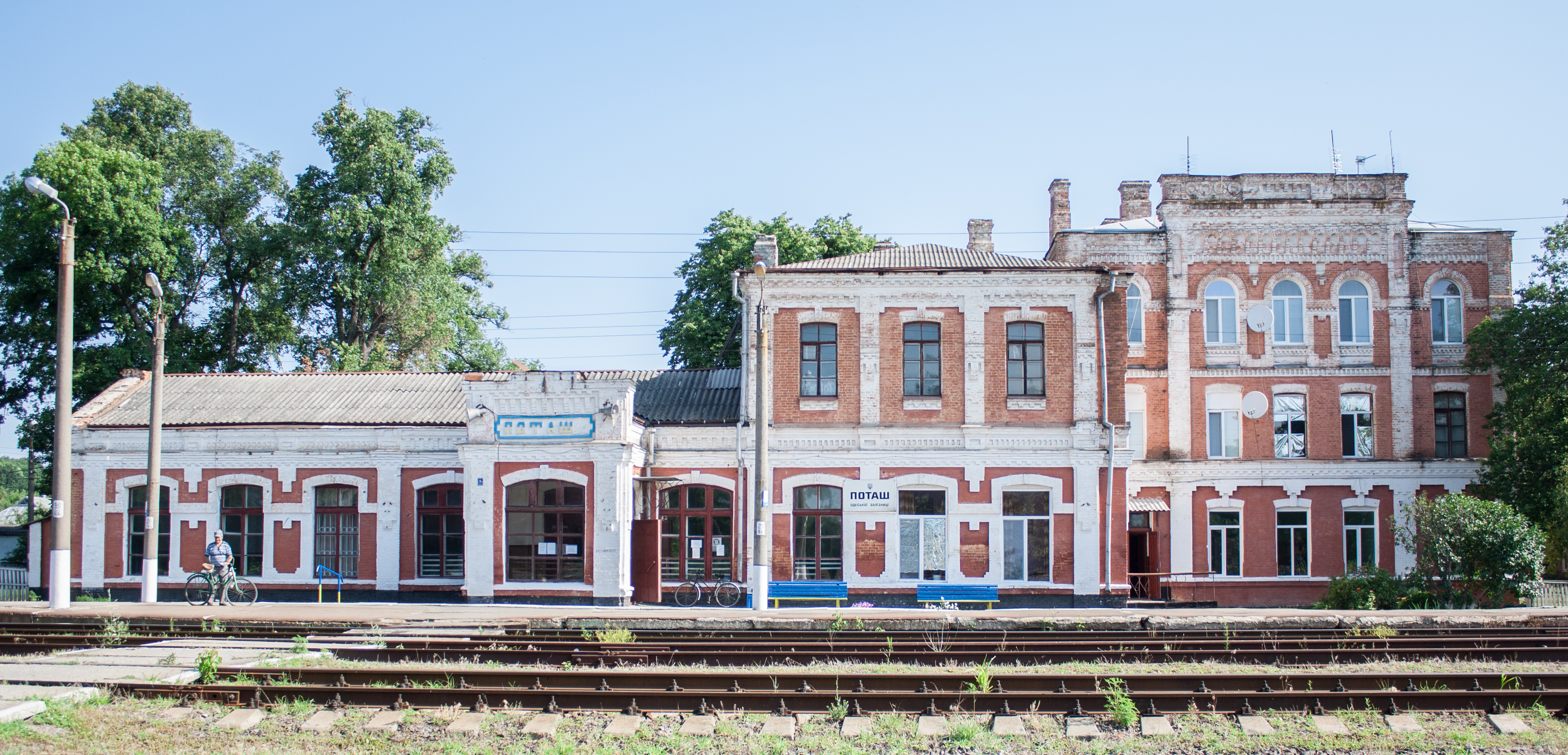
Залізничний вокзал (1891 р.)
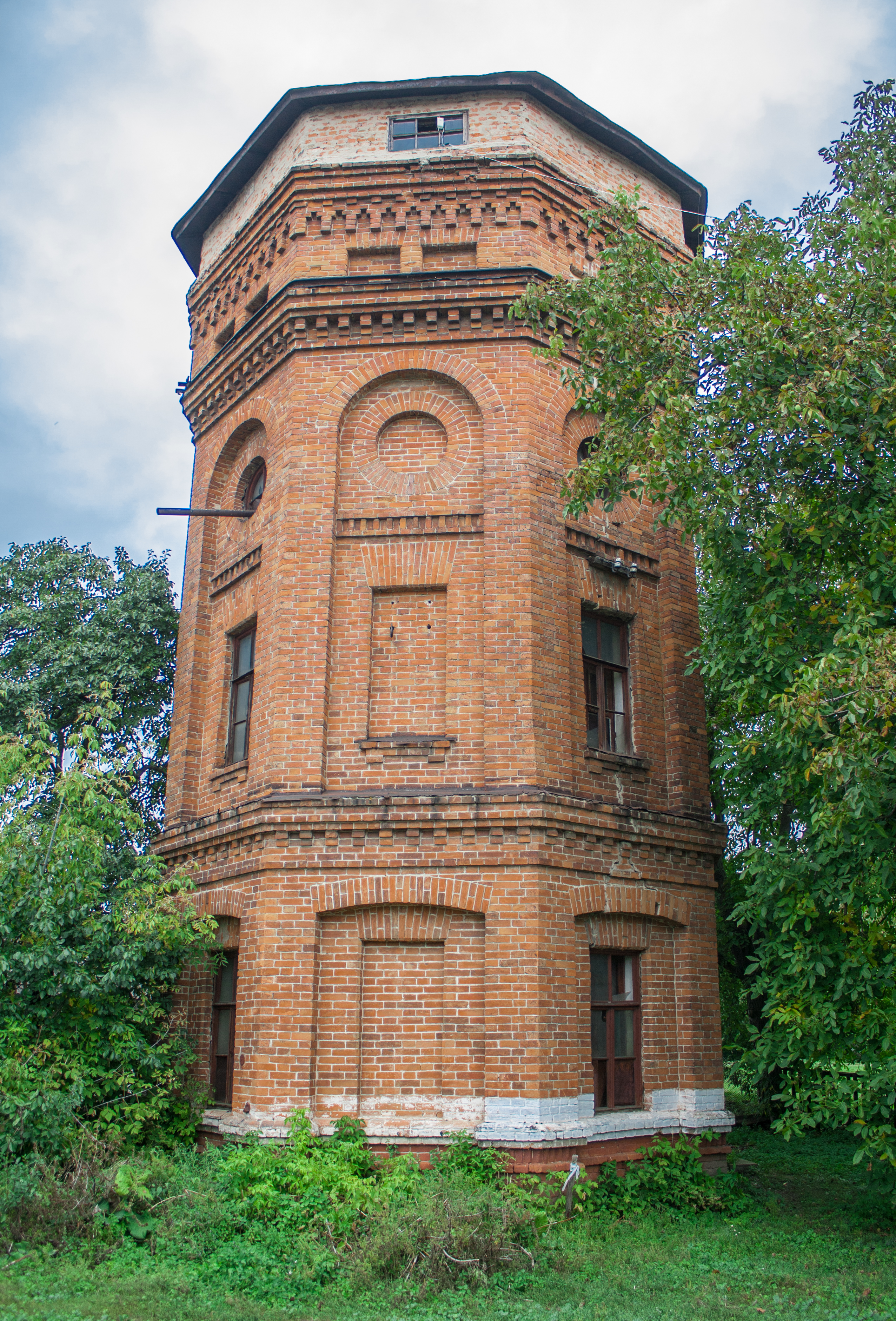
Водонапірна башта (1891 р.)
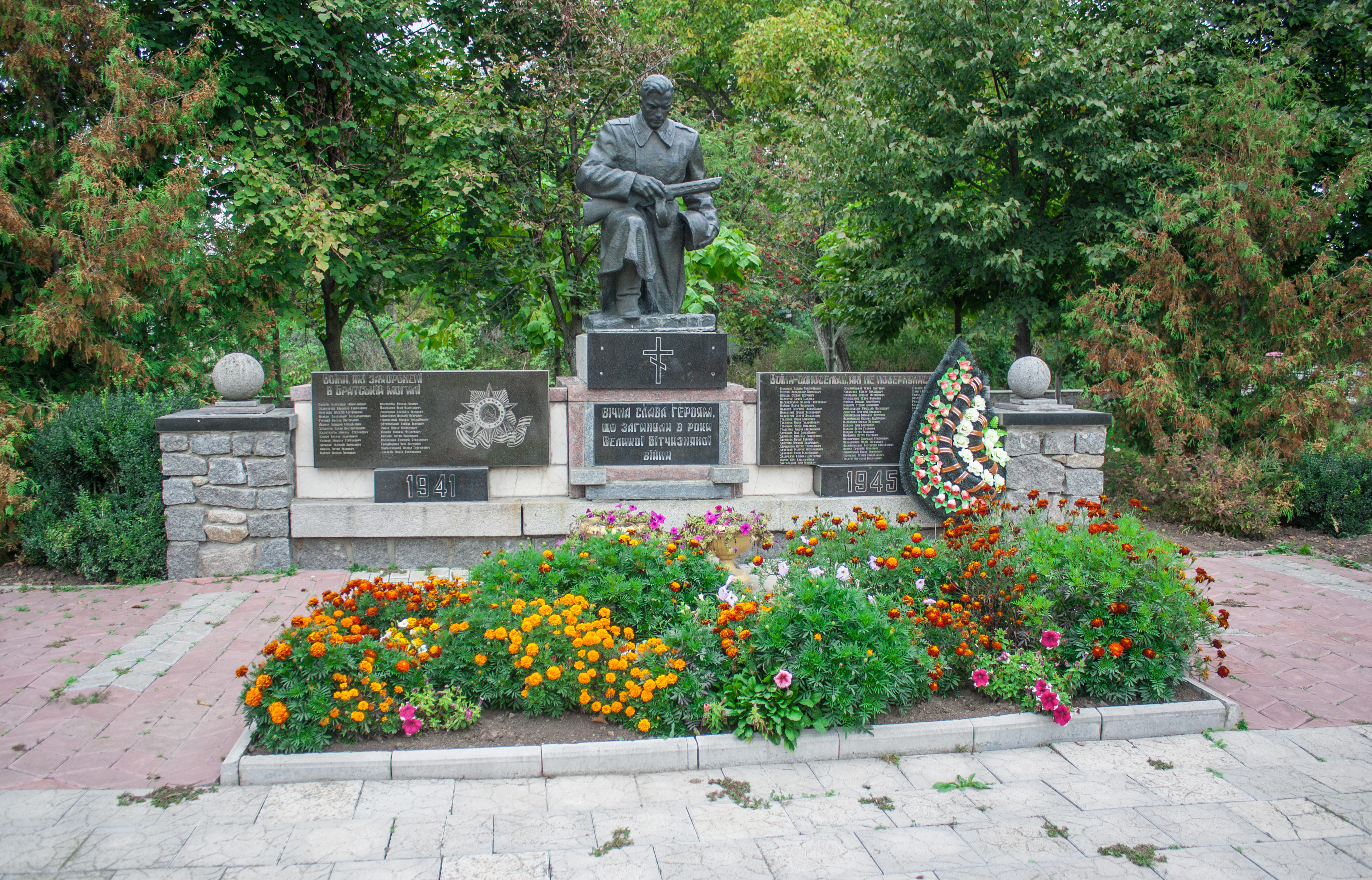
Братська могила радянських воїнів
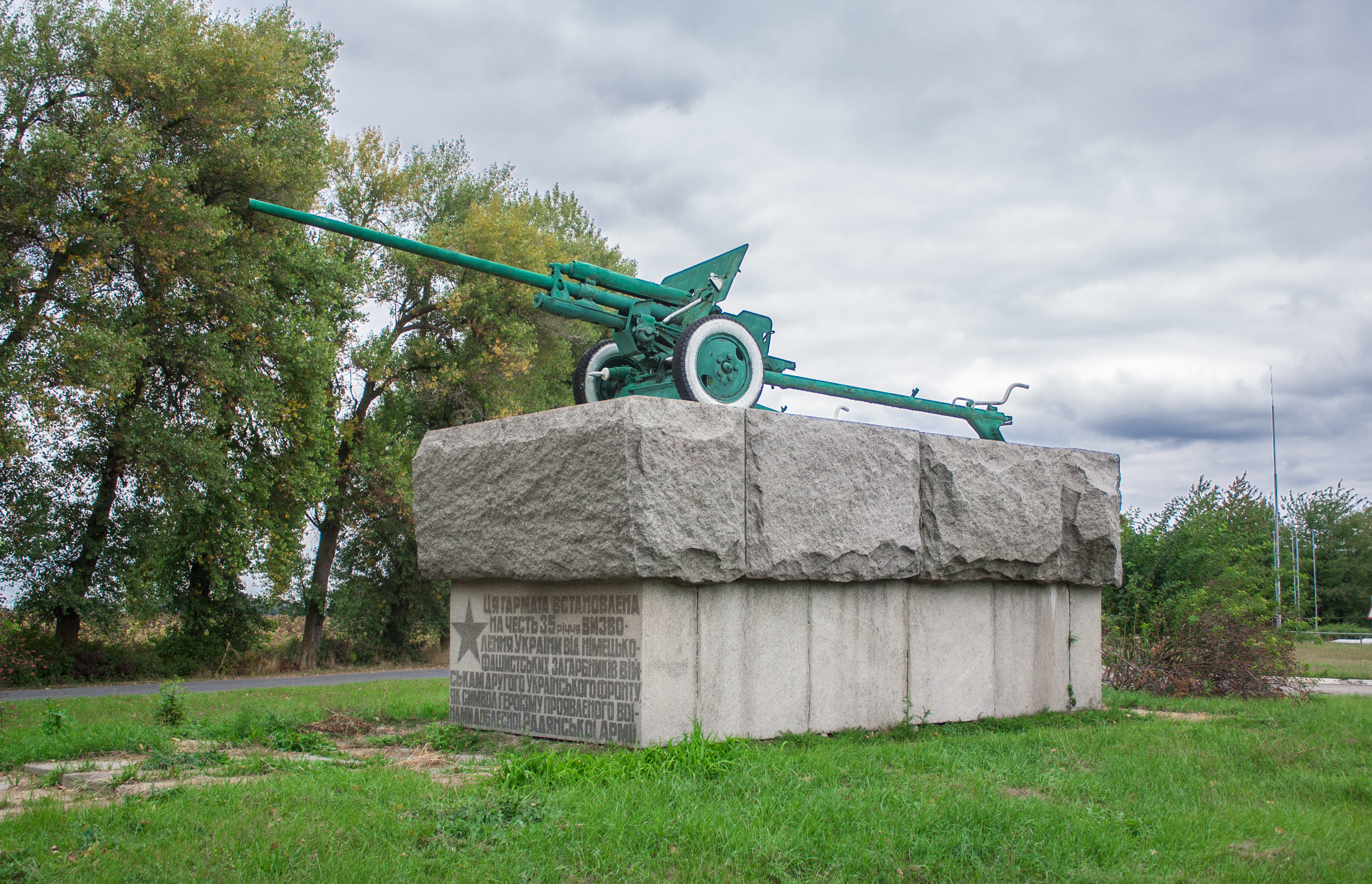
Пам'ятний знак на честь 35-річчя звільнення України від гітлерівців